# Usk (Walia)
Usk (wal. Brynbuga) – miasto w południowo-wschodniej Walii, ośrodek administracyjny hrabstwa Monmouthshire, położone nad rzeką Usk. W 2011 roku liczyło 2834 mieszkańców.
Zasiedlone przez Celtów, a następnie Rzymian, którzy założyli tu fort Burrium. W XII wieku Normanowie wznieśli tu zamek, częściowo zniszczony w 1402 roku, podczas skierowanego przeciw Anglikom powstania Owaina Glyndŵra.